# Alef dos Santos Saldanha
Alef dos Santos Saldanha (* 28. Januar 1995 in Nova Odessa, São Paulo) ist ein brasilianischer Fußballer.

## Karriere
In der Nähe von Campinas aufgewachsen begann Alef schon mit sechs Jahren das Fußballspielen. Während eines regionalen Turniers wurde er mit 12 Jahren durch einen Scout zum örtlichen Verein AA Ponte Preta eingeladen. Seither begann sich sein Kindheitstraum zu erfüllen und nach sieben Jahren wurde Alef zum französischen Erstligisten Olympique Marseille ausgeliehen, wo er in der B-Mannschaft (Equipe-Pro) spielte. Der Leihvertrag mit Ponte Preta lief bis 30. Juni 2015 und war mit einer Kaufoption versehen. Die Kaufoption wurde durch Marseille nicht gezogen.
Im Juli 2015 wurde Alef an Sporting Braga nach Portugal verkauft. Bei dem Klub erhielt er einen Kontrakt über fünf Jahre. Bei dem Klub kam er zu sieben Einsätzen in der B-Mannschaft des Klubs und einem in der Ersten. Ab der Saison 2016 wurde Alef an andere Klubs ausgeliehen. Die Saison 2016/17 verbrachte er in Katar bei Umm-Salal SC. Die nächste Spielzeit 2017/18 verbrachte er auf Zypern beim Apollon Limassol. Beim Gewinn des Supercup durch Apollon war er nicht im Kader. Auch die Saison 2018/29 wurde Alef weiter ausgeliehen. Seine nächst Station wurde der AEK Athen. Der Klub spielt in der Gruppenphase der UEFA Champions League 2018/19 u. a. gegen den FC Bayern München. Nach einer Zwischenstation bei APOEL Nikosia wurde Alef im August 2020 vom ungarischen Klub Fehérvár FC verpflichtet.

## Nationalmannschaft
Alef spielt auch in der U-20 der brasilianischen Fußballnationalmannschaft.